# Bahnstrecke Mertingen–Wertingen
| |                      |                          |                          |
| Streckennummer: | 5311                 |                          |                          |
| Kursbuchstrecke (DB): | ex 911               |                          |                          |
| Kursbuchstrecke: | 411b (1946)          |                          |                          |
| Streckenlänge: | 17 km                |                          |                          |
| Spurweite: | 1435 mm (Normalspur) |                          |                          |
| |                      |                          |                          |
| \| \| \| von Augsburg Hbf \| \| \| \| 0,00 \| Mertingen Bahnhof \| 409 m \| \| \| \| nach Nördlingen \| \| \| \| 1,60 \| Anst Südstahl \| Anst Südstahl \| \| \| 2,00 \| Mertingen Ort/Ortsmitte \| Mertingen Ort/Ortsmitte \| \| \| 7,90 \| Lauterbach (b Mertingen) \| Lauterbach (b Mertingen) \| \| \| 10,84 \| Buttenwiesen \| Buttenwiesen \| \| \| 12,10 \| Vorderried \| Vorderried \| \| \| 13,60 \| Frauenstetten \| Frauenstetten \| \| \| 16,99 \| Wertingen \| 419 m \| \| \| \| \| \| \| Quellen: [1] \| \| \| \| |                      |                          |                          |
| Strecke |                      | von Augsburg Hbf         | von Augsburg Hbf         |
| Bahnhof | 0,00                 | Mertingen Bahnhof        | 409 m                    |
| Abzweig ehemals geradeaus und nach rechts |                      | nach Nördlingen          | nach Nördlingen          |
| Abzweig geradeaus und nach rechts (Strecke außer Betrieb) | 1,60                 | Anst Südstahl            | Anst Südstahl            |
| Haltepunkt / Haltestelle (Strecke außer Betrieb) | 2,00                 | Mertingen Ort/Ortsmitte  | Mertingen Ort/Ortsmitte  |
| Bahnhof (Strecke außer Betrieb) | 7,90                 | Lauterbach (b Mertingen) | Lauterbach (b Mertingen) |
| Bahnhof (Strecke außer Betrieb) | 10,84                | Buttenwiesen             | Buttenwiesen             |
| Haltepunkt / Haltestelle (Strecke außer Betrieb) | 12,10                | Vorderried               | Vorderried               |
| Bahnhof (Strecke außer Betrieb) | 13,60                | Frauenstetten            | Frauenstetten            |
| Kopfbahnhof Streckenende (Strecke außer Betrieb) | 16,99                | Wertingen                | 419 m                    |
| |                      |                          |                          |
| Quellen: |                      |                          |                          |

Die Bahnstrecke Mertingen–Wertingen war eine Nebenbahn in Bayern. Sie zweigte in Mertingen von der Bahnstrecke Augsburg–Nördlingen ab und führte entlang der Zusam nach Wertingen. Möglicherweise könnte die Strecke wieder reaktiviert werden.

## Geschichte
Die Strecke wurde am 8. Juni 1905 nach nur etwa einem Jahr Bauzeit als Anschluss der Stadt Wertingen an die Bahnstrecke Augsburg–Nördlingen am Bahnhof Mertingen Bahnhof eröffnet. Sie war eine eingleisige, nicht elektrifizierte Nebenbahn. Die Strecke bog in Mertingen in einem weiten Bogen von der Hauptstrecke ab und verlief dann schnurgerade durch flaches Agrarland.
Im Laufe der 1970er-Jahre rentierte sich der Personenverkehr immer weniger, deshalb wurde der planmäßige Personenzugbetrieb am 29. Mai 1981 vollkommen eingestellt. Zuletzt verkehrten nur noch wenige Züge („Alibizüge“), die dennoch von vielen Schülern genutzt wurden. Als Triebfahrzeuge kamen in den 1970er Jahren Akkumulatortriebwagen der Baureihe 515 sowie Schienenbusse zum Einsatz. Die letzten Personenzüge auf der Strecke verkehrten anlässlich der Landkreisausstellung WERTA in Wertingen in der Zeit vom 30. September bis 3. Oktober 1995.
Der Güterverkehr wurde noch bis 1997 aufrechterhalten. Am 20. Dezember 1997 fuhr der letzte Güterzug von Wertingen nach Mertingen. Vorwiegend wurden Zuckerrüben zur Firma Südzucker nach Rain über Mertingen, Donauwörth und Rain/Lech Bf befördert.
Am 27. August 1998 genehmigte das Eisenbahn-Bundesamt die Stilllegung der Strecke, die zum 15. Oktober 1998 vollzogen wurde. Von Juni bis September 2004 wurde die Strecke weitgehend abgebaut. Nach der Stilllegung verblieb zunächst ein kurzes Teilstück vom Bahnhof Mertingen bis zum Anschlussgleis eines Stahlbaubetriebs, das zur weiteren Nutzung im Güterverkehr in ein Nebengleis des Bahnhofs Mertingen umgewandelt, Mitte des Jahrzehnts jedoch ebenfalls demontiert wurde.

## Zukunft
Am 9. Juli 2020 wurde im Positionspapier des VDV die Strecke als Prüffall einer zu reaktivierenden Bahnstrecke genannt. Eine Prüfung sei erforderlich, da „attraktive Ziele nicht direkt zu erreichen, aber attraktive Anschlüsse in Richtung Donauwörth und Augsburg“ gegeben sind. Im Oktober 2024 wurde diese Prüfaufforderung erneut erhoben.

## Verbleib

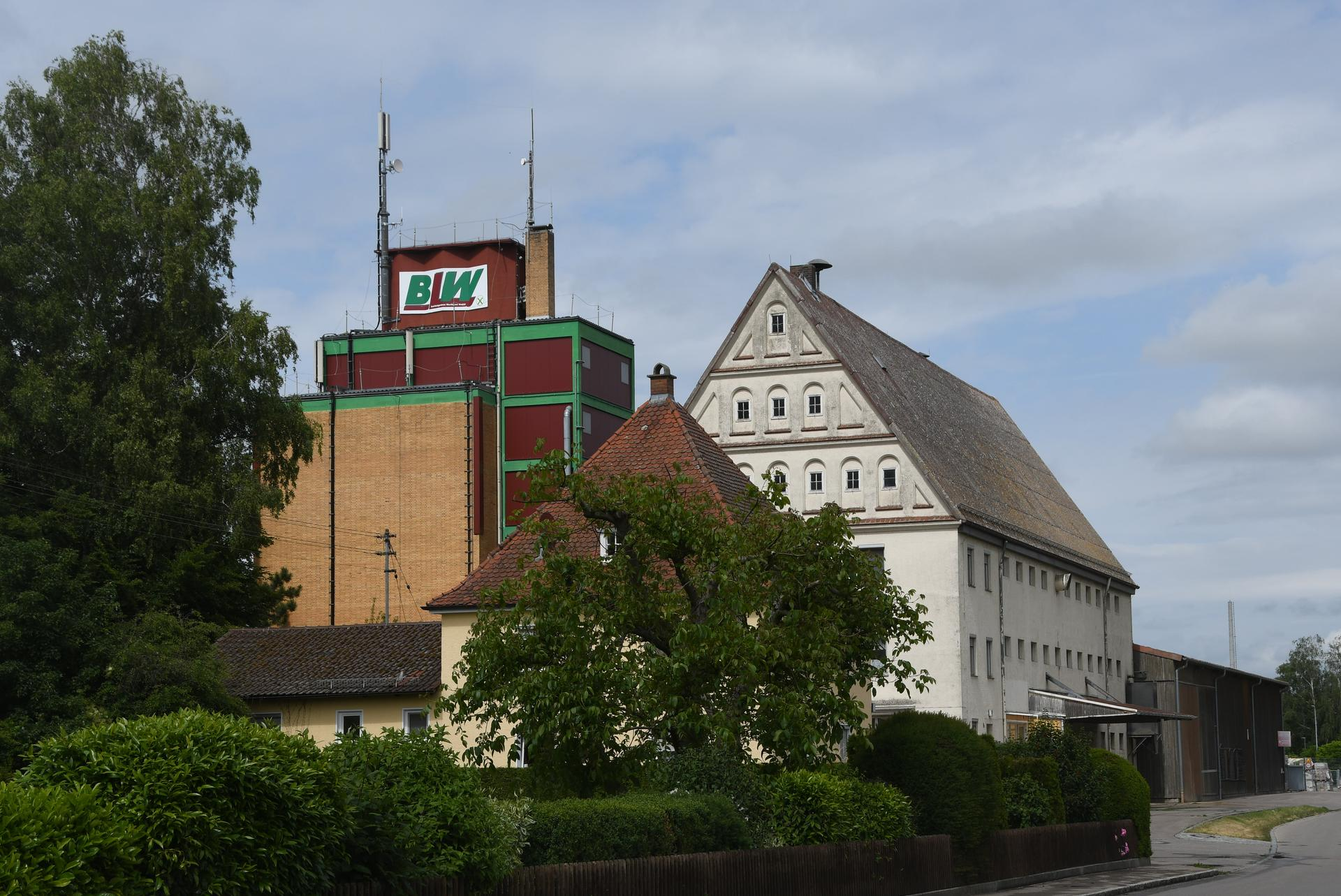
Bahnhof Wertingen, landwirtschaftliches Lagerhaus

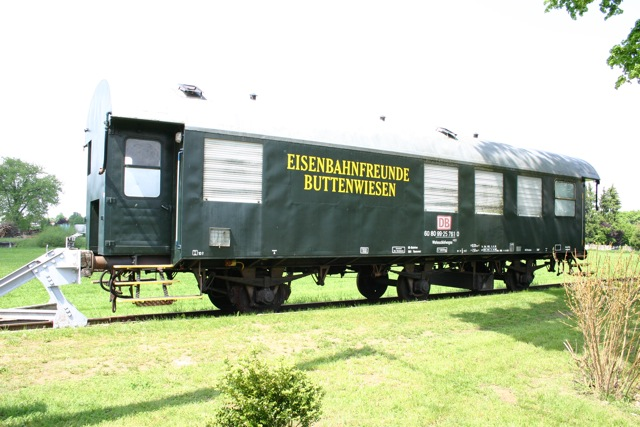
Am ehemaligen Bahnhof Buttenwiesen

Der Bahnhofsbereich Buttenwiesen wurde von den Eisenbahnfreunden Buttenwiesen teilweise wieder aufgebaut. Der Verein kaufte einen Eisenbahnwagen vom Verein Schwaben-Dampf Neuoffingen, der im Bahnhofsbereich aufgestellt wurde.
Am ehemaligen Endbahnhof in Wertingen erinnern noch ein Güterschuppen sowie ein imposantes landwirtschaftliches Lagerhaus an die Bahnlinie. Das Bahnhofsgebäude wurde wohl abgerissen und durch ein Wohnhaus ersetzt.